# Wallingford, Vermont
Wallingford är en kommun (town) i Rutland County i delstaten Vermont i USA. Vid folkräkningen år 2000 bodde 2 274 personer på orten. Den har enligt United States Census Bureau en area på totalt 112,5 km², varav 0,5 km² är vatten. 
1. ↑  United States Census Bureau (red.), USA:s folkräkning 2020, läs online, läst: 1 januari 2022.[källa från Wikidata]